# Обитель Анубиса
Обитель Анубиса (англ. House of Anubis) — американско-английский подростковый мистический телесериал, адаптация голландско-бельгийского «Het Huis Anubis» (2006—2009). Премьерный показ на канале «Никелодеон» в США состоялся 1 января 2011 года, а в России сериал вышел на экраны с 11 июня. Это первый сериал «Никелодеон» в жанре мистический детектив для детей и подростков.

## Сюжет

### 1 сезон
Обитель Анубиса — резиденция в английской школе-интернате, построенная в 1890-х годах как часть поместья египтологом Робертом Фробишер-Смайтом. В настоящее время дом является пансионом для девяти учеников средней школы под присмотром строгого смотрителя школы-интерната Виктора Роденмара-младшего ( Фрэнсис Маги ). Когда американка по имени Нина Мартин ( Наталия Рамос ) переезжает в дом Анубиса, другая жительница, Джой Мерсер ( Клариза Клейтон ), без предупреждения исчезает вместе со всеми свидетельствами ее существования. Лучшая подруга Джой, Патрисия Уильямсон ( Джейд Рэмси ), опечалена исчезновением Джой и обвиняет Нину в причастности к ее исчезновению.
После переезда Нина встречает пожилую женщину, которая дарит ей медальон в форме Глаза Гора. Женщина называет себя Сарой Фробишер-Смайт, дочерью Роберта. После этого медальон Нины оказывается ключом к открытию секретной панели на чердаке, в которой она находит коллекцию старинных цилиндров фонографа и портрет Сары в детстве. Цилиндры представляют собой дневниковые записи, сделанные Сарой во время и после поездки ее родителей в Египет, чтобы обнаружить гробницу Тутанхамона в 1922 году. Наряду с египетскими иероглифами на обратной стороне портрета, записи дают ключ к разгадке местонахождения ряда египетских реликвий. Нина и ее одноклассники Фабиан Раттер ( Брэд Кавана) и новая соседка по комнате Эмбер Миллингтон ( Ана Малвой Тен ) образуют секретную группу «Сибуна» (Анубис наоборот), а позже инициируют Алфи Льюиса ( Алекс Сойер ) и Патрисию, которая хочет узнать, как реликвии связаны с исчезновением Джой.
Найдя семь реликвий, Сибуна интуитивно понимают, что их нужно соединить, чтобы сделать Чашу Анкха, мифическую чашу, способную производить эликсир жизни. Однако собрать чашу может только тот, кто родился в семь часов седьмого дня седьмого месяца. Поскольку день рождения Джой приходится на седьмое июля, выясняется, что Виктор и его тайное общество, состоящее из сотрудников школы, полицейского, медсестры и отца Джой, сговорились заставить Джой собрать Кубок Анкха. Они забрали Джой из школы и уничтожили доказательства ее существования, чтобы защитить ее от бывшего члена общества Руфуса Зено ( Роджер Барклай ), который не остановится ни перед чем, чтобы получить кубок. Однако в «избранный час» сборки чаши Джой понимает, что она не может собрать чашу. День рождения Нины, однако, совпадает с днем рождения Джой, но она родилась в семь часов утра. Нина собирает чашу и вместе с остальной частью Сибуны обманывает Руфуса, заставляя его поверить в то, что он бессмертен.

### 2 сезон
Скрывая Чашу Анкха, Нина по незнанию освобождает египетского духа Санкхару. Санхара проклинает Нину Меткой Анубиса, подчинив ее своей воле, и поручает ей найти Маску Анубиса, артефакт, способный «плакать золотыми слезами» в дополнение к эликсиру жизни. Сибуна обнаруживают коридоры туннелей под домом, в которых есть ряд головоломок и заданий для продвижения, в том числе качание похожих на косы маятников над пропастью и игра в Сенет, использующая игроков как фигуры. Санкхара недовольна медленным темпом Нины и дает Метку Анубиса остальной части Сибуны и бабушке Нины в качестве угрозы. Вместе с группой Виктор также ищет маску, так как считает, что в ней содержится недостающий ингредиент эликсира жизни — золотые слезы. Чтобы получить Книгу Изиды, содержащую рецепт эликсира, Виктор поручает мистеру Свиту организовать египетскую выставку. Джером находит своего отца в тюрьме, который говорит ему, что, чтобы обратить вспять свою неудачу, Джером должен найти Драгоценный камень Фробишера, который он украл в детстве, и поместить его в щит Фробишера. Новый американский ученик Эдди ( Беркли Даффилд) становится соперником Патрисии, хотя они просто скрывают тот факт, что их влечет друг к другу. Виктор объединяется с новой воспитательницей Анубиса, Верой, которая «помогает» ему найти маску. Виктор не знал, что Вера на самом деле работает с Руфусом Зено. Это гонка друг против друга, поскольку Сибуна и Виктор пытаются перехитрить друг друга в поисках Маски Анубиса, которая приведет к вечной жизни. Санхара вселяется в Нину. Благодаря Эдди, который оказался Осирианом, смерть Нины удаётся предотвратить, но страдает Джой. Руфус попадает в преисподнюю. С помощью золотых слёз Джой удаётся оживить. Нина отдаёт Виктору кольцо, которое захотел отдать ему его отец. Во время вечеринки в честь окончания учебного года Нина и Фабиан снова становятся парой. Виктор находит в кольце золото слёз - последний элемент эликсира. 

### 3 сезон
В школу приезжает новая учительница мисс Денби ( Сьюзи Кейн ). Новая американская студентка Кей-Ти Раш ( Александра Шипп) приходит в школу. У Эдди есть видение, как умирающий дедушка Кей-Ти дает ей ключ и говорит ей идти в дом Анубиса. Эдди и Кей-Ти роются в доме, пока Фабиан пытается расшифровать серию кодов из посылки, ошибочно переданной Эмбер. Эдди и Кей-Ти становятся новыми членами Сибуны. Когда Эмбер уезжает в школу моды, Сибуна возрождается с Эдди в качестве лидера и Фабианом, Кей-ти, Патрисией и Алфи в качестве участников. Они узнают, что взрослые пытаются разбудить спящего Роберта Фробишер-Смайта, причем Денби является «Хранителем» [она держит Фробишера в резервуарной комнате в сторожке (ее дом на территории школы)], Виктор является «Помощником», а мистер Свит - «Искателем». Сибуна обнаруживают, что мисс Харриет Денби на самом деле зовут Кэролайн. Ее сестра на самом деле Харриет и настоящий Хранитель, однако Кэролайн заперла ее в психиатрической больнице. Оказывается, Кей-Ти — правнучка Фробишера. Джером, Джой, Алфи и Патрисия - потомки друзей Фробишера и они нужны для церемонии, но из-за того, что Кэролайн Денби солгала о своей личности, Фробишер вновь пробудил зло.
Все думают, что церемония не удалась, так как Сибуна вмешалась как раз вовремя, но когда Кэролайн идет к сторожке, чтобы упаковать свои вещи, она встречает Фробишера, который пробудился и стал злым. Кэролайн не говорит об этом Эрику Свиту или Виктору. Роберт объясняет Кэролайн, что ему нужно поймать для Аммат пятерых грешников в полночь или полдень, чтобы они могли стать злыми. Захваченные грешники - Виктор, Патриция, мистер Свит, Фабиан и Алфи. Аммат восстает, но ей нужно больше душ. Она дарит Фробишеру книгу, которая легко захватывает человеческие души. Фальшивое школьное собрание организовано как попытка захватить больше душ. Уиллоу ( Луиза Коннолли-Бернем) единственный человек, который не стал грешником. Уиллоу, Эдди и Кей-Ти преследуют Фробишер и бездушные студенты, но Хэрриет приходит на помощь на украденной машине скорой помощи. Она объясняет, что Уиллоу не стала грешницей, потому что у нее был лунный ключ Кей-Ти, и что Аммат можно отправить обратно с солнечным ключом Кэролайн и лунным ключом Кей-Ти. Уиллоу становится грешницей, когда они с Кей-Ти пытаются украсть солнечный ключ, потому что Хэрриет переложила лунный ключ в карман Кей-Ти. В конце концов, Аммат отправляют обратно, и она пожирает Кэролайн. Фробишер перестал быть злым, но сильно постарел. Все грешники вернулись к нормальной жизни и не помнят, что происходило в то время, когда они были грешниками. Сибуне, конечно же, Эдди и Кей-Ти рассказывают о том, что произошло. Фробишер и Хэрриет отправляются в Египет, а Джером и Джой наконец-то собираются вместе после большой драмы, в которой Джером изменяет Маре и Уиллоу. Мара и Фабиан флиртуют. Группа наслаждается фейерверком.
В финале "Эталон Ра", жители Обитель Анубиса готовятся к выпускному, однако их радостные планы на празднование прерываются с прибытием четырех первокурсников, которые переезжают рано - Кэсси, Эрин, Декстера и Софии. Патрисия мгновенно возмущается Софией, потому что она заметила ее флирт с Эдди. Во время поездки в египетский музей Эдди, Декстер и София обнаруживают особый артефакт, известный как Пробный камень Ра. Вернувшись в дом, Виктор объявляет, что экспонат из музея был украден, и Пробный камень внезапно оказывается у Эдди. Виктор конфискует пробный камень, но не собирается его возвращать в музей. Позже Сибуна (вместе с Софией и Марой) подслушивают, как Виктор говорит с мистером Свитом о том, что происходит, когда строится Пирамида Ра. Они планируют помешать ему построить Пирамиду, получив камень на всякий случай. В конце концов, Эдди обнаруживает, что София предала их, когда она планирует сама завершить Пирамиду Ра. На выпускной церемонии Марой управляет неизвестная сила, когда она носит прощальную медаль (которая на самом деле является артефактом, обнаруженным Алфи). В доме Сибуна объединяются с Виктором, чтобы найти оставшиеся столбы Пирамиды, чтобы помешать Софии достичь своей цели. В финальном поединке Пирамида не завершена, и ученики спасены. Поскольку София терпит неудачу, в наказание Ра она превращается в камень. В процессе Эдди теряет свои способности Осириана. Поскольку судьба Виктора заключалась в том, чтобы предотвратить строительство пирамиды, он решает навсегда покинуть дом в тот вечер, когда студенты празднуют выпускной. 

### Рождественское воссоединение[5]
Спустя 11 лет после окончания школы Мара организовывает встречу выпускников в преддверии Рождества. На ужин к ней приходят Кей-Ти, Джой, Патрисия, Эмбер и её жених Рич (Джексон Хилл). Ещё одним гостем должна была стать Нина, которая покинула школу Анубиса после двух лет обучения, но она не смогла приехать из-за того, что скоро должна родить. Объектом внимания всех присутствующих становится древнеегипетское ожерелье Эмбер, которое она нашла на чердаке Обителя Анубиса и забрала себе. Именно эта находка станет причиной тому, что ужин пройдёт не так спокойно, как ожидалось.

## Актёрский состав

### Основной состав
| Актёр                 | Персонаж           | Сезоны    | Сезоны    | Сезоны    | Сезоны     |
| Актёр                 | Персонаж           | 1         | 2         | 3         | Спецвыпуск |
| --------------------- | ------------------ | --------- | --------- | --------- | ---------- |
| Наталия Рамос         | Нина Мартин        | Постоянно | Постоянно |           | Постоянно  |
| Брэд Кавана           | Фабиан Раттер      | Постоянно | Постоянно | Постоянно |            |
| Джейд Рэмси           | Патрисия Уильямсон | Постоянно | Постоянно | Постоянно | Постоянно  |
| Ана Мулвой-Тен        | Эмбер Миллингтон   | Постоянно | Постоянно | Постоянно | Постоянно  |
| Бобби Локвуд          | Мик Кемпбел        | Постоянно | Постоянно |           |            |
| Тэси Лоуренс          | Мара Джеффри       | Постоянно | Постоянно | Постоянно | Постоянно  |
| Юджин Саймон          | Джером Кларк       | Постоянно | Постоянно | Постоянно |            |
| Алекс Сойер           | Алфи Льюис         | Постоянно | Постоянно | Постоянно |            |
| Клариса Клэйтон       | Джой Мёрсер        | Постоянно | Постоянно | Постоянно | Постоянно  |
| Бёркли Даффилд        | Эдди Миллер        |           | Постоянно | Постоянно |            |
| Александра Шипп       | Кейти Раш          |           |           | Постоянно | Постоянно  |
| Луиза Коннолли-Бернем | Уиллоу Дженкс      |           |           | Постоянно |            |

- Нина Мартин — главная героиня сериала. Она родилась и выросла в Соединённых Штатах Америки. Её родители погибли в автокатастрофе и ей пришлось жить с бабушкой. Нина начала ходить в английскую школу-интернат и жить в Обители Анубиса. Там она встретила двух своих лучших друзей: Фабиана Раттера и Эмбер Миллингтон. Вскоре она обнаружила, что в Обители есть какая-то тайна. Нина Мартин является одним из трёх основателей клуба «Сибуна», созданного для того, чтобы не допустить господства зла на земле. Является «избранной», поскольку родилась седьмого июля и имеет необычные способности, например, она может собрать «чашу Анкха» — древний Египетский артефакт. У неё были романтические отношения с её приятелем, Фабианом, но во втором сезоне они ненадолго расстались, а потом опять помирились. Как «Избранная», имеет своего защитника (Осириана) — Эдди Миллера. В начале третьего сезона решила не возвращаться в школу, поскольку её бабушка сильно заболела, а также Избранной необходимо держаться подальше от Осириана в целях безопасности. Она написала Фабиану в прощальном письме, что по-прежнему любит его и всегда будет любить, но ему придётся двигаться дальше и жить без своей возлюбленной.
- Фабиан Раттер — один из главных персонажей сериала «Обитель Анубиса». Немного застенчивый, ботаник по сути. Умный парень, один из трёх основателей «Сибуны», лучший друг Нины. Фабиан был единственным, кто заступился за Нину в первых сериях, когда Патрисия Уильямсон начала её запугивать и всячески дразнить. Он вместе с Ниной и Эмбер разгадывал тайны, скрытые в Обители. В качестве жертвы на церемонии основания «Сибуны», Фабиан пожертвовал книгу с автографом: «Солнечная Система — твой друг», что свидетельствует о его тяге к знаниям. В финале первого сезона Фабиан и Нина становятся Королём и Королевой выпускного бала и целуются. Во втором сезоне он вместе с «Сибуной» ищет одно из Египетских сокровищ — Маску Анубиса. Так же, из-за Джой Мерсер, пара Нины и Фабиана распадается, но они вскоре мирятся. Во втором сезоне, после отъезда его лучшего друга — Мика Кэмпбелла, соседом Фабиана по комнате становится Эдди Миллер. Также в данное время одинок, поскольку его девушка, Нина, не вернулась в Обитель Анубиса. Попадает в ловушку Роберта и становится 4 грешником. В последней серии 3-го сезона сближается с Марой Джеффри, а в «Эталоне Ра» она сопровождает его на выпускной, а потом они целуются.
- Патрисия Уильямсон — подруга Нины. Очень популярна, но довольно зла и коварна. Любит слушать музыку. После долгих перепалок начинает встречаться с Эдди, но в 3 сезоне с ним расстается, потом они возобновляют отношения. Состоит в «Сибуне». Имеет сестру-близнеца. Стала 2 грешницей и «крысой» в команде «Сибуны».
- Эмбер Миллингтон — основательница «Сибуны», лучшая подруга Нины. На первый взгляд, она кажется «глупой блондинкой», но при необходимости, она может придумать гениальный план. Бывшая возлюбленная Мика Кэмпбелла, с которым она рассталась и решила любить как брата. Во втором сезоне начала встречаться с Алфи Льюисом. В третьем сезоне, по воле её отца уезжает в Школу Моды, которая находится в США.
- Алфи Льюис — друг Нины, Патрисии и Фабиана, поклонник Эмбер. Состоит в «Сибуне». Очень весёлый парень. Сосед Джерома по комнате и его близкий друг. Во втором сезоне пытался ухаживать за Эмбер, но получал от неё отказ. В конце второго сезона становится возлюбленным Эмбер, но после её отъезда в третьем сезоне, он влюбляется в одну из новых жительниц Обители Анубиса — Уиллоу Дженкс. В третьем сезоне насильно становится 5 грешником Роберта Фробишера-Смайта.
- Джером Кларк — лучший друг Алфи Льюиса, шутник. Некоторое время работал на Руфуса Зино, рассказывая ему о тайнах в Обители. Часто вовлекался в дела «Сибуны», но никогда не был её официальным участником. Имеет младшую сестру, Поппи Кларк. Во втором сезоне пытался найти своего отца и навещал его в тюрьме. В третьем сезоне он встречался с Марой Джеффри и Виллоиу Дженкс одновременно, за что получил от них по заслугам. В последней серии стал встречаться с Джой Мерсер.
- Мик Кемпбел — очень красивый парень-атлет, из-за этого с ним мечтает встречаться почти каждая девушка. На протяжении первого сезона и в начале второго был соседом Фабиана Раттера по комнате и его лучшим другом. В первом сезоне встречался с Эмбер Миллингтон, но они расстались. Начал встречаться с Марой Джеффри, но во втором сезоне уехал в Австралию. Не сумев сохранить отношения на расстоянии, Мара бросила его.
- Мара Джеффри — встречалась с Миком, но потом из-за его отъезда, рассталась с ним, вскоре узнала, что Джером влюблён в неё, и они начинают встречаться. Отличница, много времени уделяет учёбе, но успевает следить за своим имиджем и встречаться с парнями. Родители являются важными людьми в мире спорта. В 3 сезоне мстит Джерому, так как он встречался с ней и Виллоиу Дженкс одновременно. Оказалась наследницей Лорда Фокса, который в конце жизни обанкротился. В качестве наследства получает собаку, называет её «Облом» («Letdown»).
- Джой Мерсер — хорошая подруга Патрисии. В первом сезоне по неизвестным никому причинам отправляется домой, но вскоре оказывается, что её похитило тайное сообщество Виктора, которое ошибочно считало её «избранной». Во втором сезоне возвращается в Обитель Анубиса. Влюблена в Фабиана и из-за того, что Нина встречалась с Фабианом, её недолюбливает. Редактор школьного сайта. В конце второго сезона была принята в «Сибуну», но вскоре вышла из клуба. В третьем сезоне должна была помочь Маре с местью Джерому, но влюбилась в него.
- Эдди Миллер (при рождении — Эддисон Свит) — американец, приезжает в Обитель Анубиса после ухода Мика. Сын Мистера Свита. По характеру очень похож на Патрисию. Сначала Патрисия и Эдди ненавидят друг друга, но вскоре начинают встречаться. Лучший друг КейТи. Осириан (защитник) Нины. Был принят в «Сибуну», а в 3 сезоне стал её лидером. В фильме он отдает все свои силы Осириана на спасение мира. После чего становится обычным человеком.
- Кей-Ти Раш — американка, в третьем сезоне приезжает в Обитель Анубиса. Её дедушка дал ей ключ в форме луны, сказав отправиться в Обитель Анубиса и остановить великое зло. Принята в «Сибуну», правнучка Роберта Фробишера-Смайта, выдающегося египтолога двадцатого века.
- Уиллоу Дженкс — новенькая в Обители Анубиса, встречалась с Джеромом, но узнав о том, что он ухаживает за двумя девушками одновременно, бросила его. Уиллоу порой ведет себя странно, но в целом она очень добрая и отзывчивая. Сейчас встречается с Алфи, дружит с Джой и Марой. В конце третьего сезона узнает о «Сибуне», но не вступает в клуб.

### Второстепенные роли
| Актёр             | Персонаж              | Сезоны       | Сезоны       | Сезоны       |
| Актёр             | Персонаж              | 1            | 2            | 3            |
| ----------------- | --------------------- | ------------ | ------------ | ------------ |
| Фрэнсис Маджи     | Виктор Роденмар       | Периодически | Периодически | Периодически |
| Мина Анвар        | Труди Реман           | Периодически | Периодически | Периодически |
| Пол Энтони-Барбер | Эрик Свит             | Периодически | Периодически | Периодически |
| Джулия Дикин      | Дафна Эндрюс          | Периодически | Периодически |              |
| Роджер Барклай    | Руфус Зино            | Периодически | Периодически |              |
| Рита Дэвис        | Сара Фробишер-Смайт   | Периодически |              |              |
| Джек Доннелли     | Джейсон Винклер       | Периодически |              |              |
| Кэтрин Бэйли      | Эстер Робинсон        | Периодически |              |              |
| София Хак         | Санкхара              |              | Периодически |              |
| Поппи Миллер      | Вера Девениш          |              | Периодически |              |
| Сартадж Гаревал   | Джаспер Чаодари       |              | Периодически |              |
| Фрэнсис Энцелл    | Поппи Кларк           |              | Периодически |              |
| Джон Сэквилл      | Роберт Фробишер-Смайт |              |              | Периодически |
| Сьюзи Кейн        | Кэролайн Демби        |              |              | Периодически |
| Бриони Афферсон   | Хариет Демби          |              |              | Периодически |

- Виктор Роденмар-младший — смотритель и хозяин поместья, в котором проживают ученики. Пытается создать «Эликсир Жизни». Затем найти «Маску Анубиса». В детстве дружил с Сарой Фробишер-Смайт. Вместе с Эриком Свитом и Кэролайн Денби хотел воскресить Роберта Фробишера-Смайта. Первый грешник (жадность). В конце сериала покидает обитель вместе с Корбьером, чучелом ворона.
- Труди Реман — управительница дома, позже куратор выставки сокровищ Древнего Египта. Потом снова вышла на работу управительницы. Очень добрая и заботливая женщина, проявляла безответную симпатию к Виктору.
- Эрик Свит — директор школы. Состоит в обществе Виктора. Отец Эдди. В 3 сезоне стал 3 грешником Фробишера-Смайта. Когда-то жил в Обители Анубиса.
- Дафна Эндрюс — Учитель французского языка в 1 сезоне и до 25 серии 2 сезона. Во втором сезоне покидает школу. Состояла в обществе Виктора.
- Руфус Зено (Рэне Зэлдман) — детектив, помогал расследовать исчезновение Джой, затем похитил Патрисию. Заклятый враг Виктора. Раньше Руфус состоял в обществе Виктора, но потом сбежал и поменял имя и фамилию. Осириан Сары. Был уничтожен вместе с Санкхарой в последней серии 2 сезона.
- Сара Фробишер-Смайт — дочь Роберта Фробишера-Смайта. Избранная. Она дала Нине амулет в виде глаза Гора. Умерла во сне, навестив перед этим новую Избранную. А вскоре помогала Нине, давая ей подсказки по кукольному дому.
- Джейсон Винклер — Учитель истории и драмы в 1 сезоне. Помогает Патрисии искать Джой, но потом вступает в общество Виктора. На бал шёл вместе с Эстер Робинсон. Кроме первого сезона, в сериале не появляется.
- Эстер Робинсон — Учительница физкультуры. В первом сезоне Мара оклеветала её, заявив о её связи с Миком, которая на самом деле являлась ложной.
- Санкхара — дух, который требовал у детей Маску Анубиса. Была уничтожена вместе с Руфусом в последней серии 2 сезона.
- Вера Девениш — новая управительница дома. Довольно подлая женщина, которая притворяется дружелюбной. Помощница и Руфуса и Виктора одновременно. Виктор проявлял к ней симпатию, но когда узнал, что она работает на Руфуса, уволил её.
- Джаспер Чаодари — Крёстный отец Фабиана. Работает куратором выставки. Работал на Руфуса (коллекционера), потому что тот его шантажировал.
- Поппи Кларк — младшая сестра Джерома. Не живёт в Обители Анубиса, но учится в одной школе со своим братом. Очень навязчива и хитра.
- Роберт Фробишер-Смайт — хозяин Обители Анубиса. Отец Сары. Прадедушка Кейти. Древний египтолог. В 3 сезоне воскрес и стал призывать Аммат. В последней серии стал добрым и сильно постарел.
- Кэролайн Денби — новая учительница, сводная сестра Хэриэт. Появляется в 3 сезоне. Вначале выдает себя за свою кузину. Очень зла и коварна. В конце 3 сезона была съедена Аммат.
- Хэриэт Денби — Настоящая хранительница Роберта Фробишера-Смайта, появляется в 3 сезоне. Помогает Сибуне. Раньше жила в психбольнице, в которую отправила её сводная сестра Кэролайн. Потом Кэролайн её прятала дома. Бывает «слегка не в себе».

### Прочие персонажи
- Майкл Ламсден — Фредерик Мерсер, отец Джой. Состоит в обществе Виктора. (1 сезон)
- Николас Бейли — Сержант Робак (1 сезон)
- Шэри-Эн Дэвис — Делия (1 сезон)
- Саймон Чэндлер — Эд Раттер, дядя Фабиана. Работает в магазине. Дал Нине и Фабиану книгу про Древний Египет. Дружелюбный пожилой человек. (1 сезон)
- Стефан Беккет — Рори Кемпбел, отец Мика. Хотел, чтобы Мик стал врачом, как и он. Но смирился с тем, что Мик хочет стать спортсменом. (1 сезон)
- Гвинет Пауэлл — Эвелин Меридиан Мартин, бабушка Нины. (2 сезон)
- Филипп Райт — Джон Кларк, отец Джерома и Поппи. Тоже когда-то жил в Обители Анубиса. Сидел в тюрьме, но в последней серии 2 сезона был досрочно выпущен. (2 сезон)
- Сара Пол — Мисс Валентайн, учитель французского языка, которая заменила миссис Эндрюс после того, как она покинула школу. Раньше была учителем Мика в Австралии. (2 сезон)
- Хью Ли — Густав Зистак, руководитель выставки сокровищ Древнего Египта. Старый коллега мистера Свита. (2 сезон)
- Никита Рэмси — Пайпер Уильямсон, сестра-близнец Патрисии. Учится в школе музыкальных талантов, но во втором сезоне сбегает к своей сестре в Обитель Анубиса. Испытала симпатию к Алфи, но это не помешало ей вернуться назад. (2-3 сезон)
- Фелисити Гилберт — Аммат, древнеегипетский дух, хотела вернуть на Землю хаос и уничтожить её. Аммат нужны были души пяти грешников, дабы войти в наш мир. (3 сезон)
- Чарльз Дэйш — Джон Миллингтон, папа Эмбер. В 3 сезоне увез Эмбер в Школу Мод в США. (3 сезон)
- Джеффри Бертон — Дед Кейти Раш, умерший дедушка Кейти. Дал ей ключ в форме луны. Он сказал Кейти: «Ты должна остановить великое зло». (3 сезон)
- Райан М. Бултрович - шеф Дитрих Уордуин, шеф-повар на рождественском воссоединении. (Спецвыпуск)
- Джексон Хилл - Рич,  жених Эмбер. Работает реставратором антикварных книжных обложек. (Спецвыпуск)

## Anubis Unlocked
С 1 сезона Обитель Анубиса выходит дополнение Anubis Unlocked. В нём говорится что происходит за кадром Обители Анубиса. В США уже закончился 3 сезон основного сериала и начали показ эпизодов Anubis Unlocked. В нём также рассказывается об актёрах, секретах грима и т. д.

## Разработка
Премьера в США состоялась 1 января 2011 года. и вскоре телесериалом заинтересовалось российское подразделение Никелодеон. По подсчётам Nickelodeon, первый сезон смотрели 5,9 миллиона подростков. Всего в первом сезоне выпущено шестьдесят 11-минутных серий.

## Использованная музыка
Саундтреки для фильма не записывались, но были использованы некоторые композиции, такие как: Main Theme, Lost Prophecies, Red Planet, Jupiter Rising, Orion, Rising Mercury, Solar Storm, Trailer Rise, Battle of Asculum, Kraken, Malice, Meteor, Quest, Vodka Sazerac и другие.

## Продолжение сериала

### Пробирный Камень Ра (в переводе Nickelodeon «Эталон Ра»)
У главных героев Выпускной, Мара становится валедокторианом. Но вот незадача — новые студенты — София, Декстер, Эрин и Кэсси приехали раньше срока.
Во время похода в музей Эдди, Декстер и кто-то там узнают о пробирном камне Ра. София хочет его заполучить. Директор музея рассказывает им про этот камень, а затем выгоняет их в главный зал. София выкрала «Эталон Ра» и положила его в сумку Эдди. Уже по возвращении в Обитель Виктор находит его и конфискует. Эдди, очевидно, не знает, откуда у него оказался экспонат. Внезапно в доме по неизвестным причинам выключается свет. София идёт к кабинету Виктора и крадёт камень, который тот спрятал в сейф.
Эдди, Патрисия и КейТи догадались, что кто-то нашёл эталон. Они заметили, как София спускается с ним. Они пытаются её остановить, но безуспешно: она сбежала в лес. К Эдди приходит видение, как она строит Пирамиду Ра. В связи с происходящим в «Сибуну» вступили: Мара, Декстер, Эрин и Кэсси, случайно узнавшие о происходящем. София с помощью камня гипнотизирует КейТи. «Сибуна» отправляется к пирамиде, но там их поджидает КейТи. М. Свит на выпускном надевает на Мару медальон валедокториана, который нашла Уиллоу (он находился в школе в одной из каноп; тот кто носит этот медальон тоже будет загипнотизирован и обязан прикоснуться к пирамиде, пожертвовав свою жизнь, тогда обладатель камня получит золото Ра). Фабиан быстрее Мары добирается до ребят и сообщает им, на кого надет медальон. София останавливает КейТи и та приходит в себя. Эдди срывает медальон с Мары. Начинается большой шторм. М. Свит бежит к пирамиде, но в него попадает молния. Эдди и Виктор подбегают к нему. Виктор говорит, что Осириан должен пожертвовать свою жизнь, он обязан разрушить пирамиду, тогда мир будет спасён. Эдди подходит к пирамиде и прикасается к ней, забирает всю её энергию и уничтожает. Он падает в обморок. Все к нему подбегают, считая, что он умер, но внезапно он приходит в себя. Виктор объясняет, что Осириан может умереть, но Эдди будет жить, просто его способности исчезли. София превратилась в каменную статую.
Проходит выпускной, Виктор разговаривает со Свитом о том, что он покинет Обитель Анубиса, так как должен хранить камень, ведь это «Его судьба». Обитатели Обители Анубиса провожают Виктора и идут на выпускной. В конце фильма Фабиан и Мара целуются.

## Критика
Youth Television News высказали положительное мнение и назвали «Обитель Анубиса» лучшим сериалом на канале Никелодеон. Также они сказали, что:

«Хорошая история всегда лучше повторяющихся комедийных сюжетов»— Youth Television News 

## Награды
| Год  | Шоу                                    | Категория                                   | Название          | Результат | Прим. |
| ---- | -------------------------------------- | ------------------------------------------- | ----------------- | --------- | ----- |
| 2011 | Nickelodeon UK Kids Choice Awards 2011 | Любимое шоу на Никелодеоне (Великобритания) | «Обитель Анубиса» | Победа    | [ 8 ] |
| 2011 | British Academy Children’s Awards      | «Лучшая драма»                              | «Обитель Анубиса» | Номинация | [ 9 ] |
| 2011 | Kid’s Choice Awards                    | «Любимое всемирное TV-шоу»                  | «Обитель Анубиса» | Номинация |       |
| 2013 | Kids Choice Awards                     | «Любимое великобританское ТВ-шоу»           | «Обитель Анубиса» | Победа    |       |